# Nelson Haedo Valdez
Nelson Antonio Haedo Valdez (* 28. listopadu 1983, Caaguazú) je paraguayský fotbalista.
Vystřídal mnoho klubů, hraje útočníka. Hrál na MS 2006 a 2010.

## Hráčská kariéra
Haedo Valdez hrál za Tembetary, Werder Brémy, Borussii Dortmund, Hércules, FK Rubin Kazaň, Valencii, Al Jazira, Olympiakos, Eintracht Frankfurt, Seattle Sounders a Cerro Porteño.
V reprezentaci hrál 77 zápasů a dal 13 gólů. Hrál na MS 2006 a 2010.

## Úspěchy

### klub
Werder Brémy
- Bundesliga: 2003–04
- DFB-Pokal: 2003–04

Rubin Kazaň
- Ruský pohár: 2011–12
- Ruský superpohár: 2012

Olympiakos
- Řecká liga: 2013–14

Seattle Sounders
- MLS Cup: 2016

Cerro Porteño
- Primera División: 2017 Clausura

### Mezinárodní
Paraguay
- 2. místo na Copa América: 2011